# ロガティツァ
座標: 北緯43度48分 東経19度00分 / 北緯43.800度 東経19.000度
ロガティツァ（セルビア語: Рогатица,ボスニア語: Rogatica,クロアチア語: Rogatica）はボスニア・ヘルツェゴビナの町及び基礎自治体で同国を構成する構成体のうちスルプスカ共和国に属する。サラエヴォから北東へ60km行った所にあり、ゴラジュデからソコラツへ向かう道路の途中に位置する。ジェパもこのロガティツァ基礎自治体に含まれる。

## 地勢
ロガティツァはラキトニツァ川（Rakitnica）を挟み左右に開けた町で標高は525mあり、周囲は山地に囲まれている。

## 気候
年平均気温は11℃で最高気温は7月で35℃、最低気温は1月で－28℃の記録があり気温差が大きい。年平均降水量は市内で700-800mm、周辺の山間部では1,500mmである。

## 歴史

### オスマン帝国支配時
ロガティツァが初めて文書に言及されたのは1425年のオスマン帝国支配下の時で、チェレビ（Čelebi）と呼ばれていた。チェレビはトルコ語で大きいや高貴を意味する。ロガティツァはフセイン＝ベグ・アルナウトヴィッチ（Husein-beg Arnautović）によって建てられた多くの商館があった。カナルスカ橋（Kanarska Ćuprija）とドニャ橋（Donja Ćuprija）の2つの石橋によって右岸と左岸の住地区の二つの市街は結ばれていた。多くのモスクもこの時代に作られ、マドラサも開校しオリエント風の町として発展している。16世紀、初のハンマームが完成した。交易地として、商人や手工業者、キャラバンサライが集まっていた。

### オーストリア・ハンガリー帝国支配時
1878年、オーストリア＝ハンガリー帝国の支配下に入るとロガティツァの住民や建物も変わることになる。ユダヤ人の家族や他国の商人、オーストリアの役人やセルビア人などが周囲の村には居住し始めた。最初のオーストリアによる統計調査がボスニア・ヘルツェゴビナで1879年に行われたが、1831年のロガティツァの人口は444人から471人とされる。1879年に行われた調査ではムスリムが1,693人で92.46%を占め、正教が131人で7.16%、ユダヤ人が6人で0.32%、カトリックが1人で0.06%であった。この地域のもともとのボスニア人の多くはムスリムであるとされ、ロガティツアはボスニアでは当時28番目の規模の町であった。
オーストリア支配時にはヨーロッパの文化が入ることになり、とくに使われる文字がラテン文字化されている。軍はサラエヴォ - ロガティツァ - ヴィシェグラード間に1879年に148kmの幹線道路を建設し1906年にはメシツ（Mesic）までの9kmの道も完成している。1905年から1906年には現代的な水道管が敷設され、1908年には下水施設も導入された。戦略的な理由によりボスニア東部鉄道が敷設され、ロガティツァにも鉄道が経由した。この頃、製材所も作られている。オーストリア＝ハンガリー支配時のこの時代、徐々にではあるがムスリムたちはこの地域から去っていき、その多くはサラエヴォやトルコへ去っている。

### 戦間期
1920年ユーゴスラビア王国の下、農地改革が行われボシュニャク人地主から土地を持たないセルビア人に土地が分配されるようになった。1919年から1949年にかけてロガティツァの面積は拡大し1465.25 km²となり、今日のロガティツァ、ソコラツ、ハン・ピイェサク、ヴィシェグラード、ゴラジュデ、パレを含んでいた。1919年にクカヴィツェ（Kukavice）炭鉱が開かれ、1923年には強化されている。1928年には石炭を直接鉄道駅に運ぶケーブルカーも整備された。1926年に公立学校が開かれ、初等学校が広がっていく。1928年から1932年までボスニアの作家であるハサン・キキッチ（Hasan Kikić）はロガティツァで教鞭を取っている。この期間、186の手工業者、79の商店、68の宿泊施設が存在した。

### 第二次世界大戦
第二次世界大戦時、ロガティツァ周辺はパルチザンなどの激しい戦いの場所となった。ロガティツァ地域の136の村のうち77は完全に焼け落ち、42の村もその一部が焼けている。数千ある建物のうち45だけが損害を受けず、1945年5月9日にはたった67の居住者が耐えるだけであった。7箇所あった町のモスクは2箇所だけになった。

### ボスニア・ヘルツェゴビナ紛争
ボスニア紛争時、町の人口の大部分を構成するのは非セルビア系の住民であったが、その後はスルプスカ共和国軍の包囲や攻撃によってボシュニャク人は追われることになる。ジェパでは国連の安全地帯に指定されていたが、1995年7月にこれを破る形でスルプスカ側が侵入し支配してしまった。

## 人口動態
- 1971年 - 合計25,501人
  - ムスリム - 15,096人（59.19%）
  - セルビア人 - 10,208人（40.02%）
  - クロアチア人 - 45人 （0.17%）
  - ユーゴスラビア人 - 62人 （0.38%）

- 1991年 - 合計21,812人
  - ボシュニャク人 - 13,209人 (60.10%)
  - セルビア人 -  8,391人 (38.17%)
  - ユーゴスラビア人 - 186人　(0.84%)
  - クロアチア人 - 19人　(0.08%)
  - その他 - 173人 (0.78%)

## 村落
Agarovići, Babljak, Beći, Begzadići, Beheći, Berkovići, Bjelogorci, Blažujevići, Borač, Borika, Borovac, Borovsko, Božine, Brankovići, Brčigovo, Brda, Brezje, Bulozi, Burati, Čadovina, Čavčići, Čubrići, Dobrače, Dobrašina, Dobromerovići, Dobrouščići, Drobnići, Dub, Dumanjići, Đedovići, Ferizovići, Gazije, Godimlje, Golubovići, Grivci, Gučevo, Guždelji, Jarovići, Jasenice, Kamen, Karačići, Kopljevići, Kovanj, Kozarde, Kozići, Kramer Selo, Krvojevići, Kujundžijevići, Kukavice, Kusuci, Lađevine, Laze, Lepenica, Lubardići, Ljubomišlje, Mahala, Maravići, Medna Luka, Mesići, Mislovo, Mrgudići, Nahota, Obrtići, Okruglo, Orahovo, Osovo, Otričevo, Pašić Kula, Pavičina Kula, Pešurići, Pijevčići, Planje, Pljesko, Plješevica, Podgaj, Pokrivenik, Pribošijevići, Pripećak, Prosječeno, Purtići, Radič, Rađevići, Rakitnica, Ribioc, Rogatica, Rusanovići, Seljani, Sjemeć, Sjeversko, Slap, Sočice, Stara Gora, Starčići, Stari Brod, Stjenice, Stop, Strmac, Sudići, Surovići, Šatorovići, Šena Krena, Šetići, Šljedovići, Šljivno, Štavanj, Trnovo, Varošište, Vragolovi, Vratar, Vražalice, Vrelo, Vrlazje, Zagajevi, Zagorice, Zakomo, Ziličina, Žepa（ジェパ）, Živaljevići,Živaljevina.